# Bari Sardo
Bari Sardo är en ort och kommun i provinsen Nuoro i regionen Sardinien i sydvästra Italien. Kommunen hade 3 993 invånare (2017).